# Phellia cylicodes
Phellia cylicodes is een zeeanemonensoort uit de familie Sagartiidae.
Phellia cylicodes is voor het eerst wetenschappelijk beschreven door Bourne in 1918.